# Стивън Лий
Стивън Лий (на английски: Stephen Lee) е английски професионален играч на снукър. Роден е в Троубридж, Уилшър.
Стивън Лий става професионален играч през 1992 г., след като същата година става първи на Английското първенство по снукър за аматьори. От 1999 г. той остава в или близо до челните осем места в световната ранглиста. Въпреки това той има само три победи в турнири за световната ранглиста и никога не е достигал по-напред от полуфинала на Световното първенство. Стивън Лий успява да направи първия си максимален брейк от 147 точки на Matchroom league през 2008 г.
Стивън и неговата приятелка имат 4 деца.
На финала на Откритото първенство на Уелс през 2006 г. Стивън ли побеждава световния шампион Шон Мърфи с резултат от 9 на 4 фрейма. След тази своя победа Стивън Лий влиза в топ 16 на предварителното класиране за Световната ранглиста.
На Световното първенство през 2006 г. Стивън Лий е 11-ият поставен играч в основната схема на състезанието. В първи кръг на първенството Лий побеждава Алистър Картър с резултат 10 на 8 фрейма, новъв втория кръг е победен от австралийския квалификант Нийл Робъртсън с 13 на 9 фрейма.
През януари 2008 г. достига финал на Masters, като губи от Марк Селби в 10:3, след като води с 3:2. За Селби това е първа титла от голям турнир.

## Сезон 2009/10
| Турнир                    | Резутат | Спечелени пари | Ранкинг точки | Най-голям брейк | 100+ брейк | 50+ брейк | Брой спечелени срещи |
| ------------------------- | ------- | -------------- | ------------- | --------------- | ---------- | --------- | -------------------- |
| Шанхай мастърс 2009       |         | £              |               |                 |            |           |                      |
| Гран При 2009             |         | £              |               |                 |            |           |                      |
| Британско първенство 2009 |         | £              |               |                 |            |           |                      |
| Мастърс 2010              |         | £              |               |                 |            |           |                      |
| Първенство на Уелс 2010   |         | £              |               |                 |            |           |                      |
| Първенство на Китай 2010  |         | £              |               |                 |            |           |                      |
| Световно първенство 2010  |         | £              |               |                 |            |           |                      |
| Общо                      |         | £              |               |                 |            |           |                      |